# Hyrynsalmi
Hyrynsalmi là một đô thị ở Phần Lan và tọa lạc tại tỉnh Oulu trong vùng Kainuu. Đô thị này có dân số 3.148 với diện tích là 1.520,80 km² trong đó có 97,58 km² là diện tích mặt nước. Mật độ dân số là 2,2 người trên mỗi km².
Đô thị này chỉ sử dụng tiếng Phần Lan.
Giải bóng đá đầm lầy hàng năm được tổ chức ở Hyrynsalmi.